# Тузмухамедов, Бахтияр Раисович
Бахтия́р Раи́сович Тузмухаме́дов (род. 30 марта 1955, Москва, СССР) — советский и российский юрист-международник, Заслуженный юрист Российской Федерации, Действительный государственный советник юстиции Российской Федерации 3-го класса, профессор международного права, вице-президент Российской ассоциации международного права, член Комитета ООН против пыток, судья ad hoc Европейского суда по правам человека по делу «Украина против России», судья (в отставке) Международных уголовных трибуналов ООН по Руанде и по бывшей Югославии (2009—2015 гг.).

## Биография
Родился 30 марта 1955 года в Москве. Отец — Раис Абдулхакович Тузмухамедов (1926—1996 гг.), советский и российский юрист-международник. Мать — Лола Алимовна Шарафутдинова (1933—2007 гг.), искусствовед; брат — Эркин Раисович Тузмухамедов.
Б. Р. Тузмухамедов окончил Международно-правовой факультет МГИМО МИД СССР в 1977 году, а в 1983 году там же получил учёную степень кандидата юридических наук. В 1994 году он окончил Школу права Гарвардского университета.

## Профессиональная деятельность
В 1992—2016 годах работал в Секретариате Конституционного Суда России. В 2009 году по представлению Правительства РФ Генеральный секретарь ООН назначил Б. Р. Тузмухамедова на должность судьи первой инстанции Международного уголовного трибунала ООН по Руанде. С 2012 по 2015 годы — судья Апелляционной палаты Международных уголовных трибуналов ООН по Руанде и по бывшей Югославии.
В разное время Б. Р. Тузмухамедов являлся советником делегаций своей страны в Специальном комитете ООН по операциям по поддержанию мира и в Специальном комитете по Индийскому океану, сотрудником по гражданским вопросам в Силах ООН в бывшей Югославии, членом группы экспертов Института ООН по исследованию проблем разоружения, входил в состав группы экспертов по проводившемуся под эгидой Международного комитета Красного Креста (МККК) исследованию норм обычного международного гуманитарного права, был членом Группы правительственных экспертов по смертоносным автономным системам вооружений и др.
В 2016—2018 годах — ведущий научный сотрудник Дипломатической академии МИД России.

## Научная и преподавательская работа
Б. Р. Тузмухамедов имеет значительный опыт преподавания в Дипломатической академии МИД России, Гаагской академии международного права, Школе права Университета Вирджинии, других университетах в России и за рубежом.
Он является членом Американского и Европейского обществ международного права, членом Международного института гуманитарного права, соучредителем и членом Совета Премии «Международное право в XXI веке», членом ряда других профессиональных ассоциаций.
Б. Р. Тузмухамедов — автор многочисленных работ по различным международно-правовым проблемам международного мира и безопасности, включая контроль над вооружениями, применение силы, операции по поддержанию мира, а также по международному праву в конституционной юрисдикции. Заместитель главного редактора «Московского журнала международного права». Участник интервью, автор комментариев и экспертных оценок в периодической печати и других СМИ.

## Награды и почетные звания
- Медаль СССР «За трудовое отличие» — 1986 г.
- Почетное звание «Заслуженный юрист Российской Федерации» — 2005 г.
- Знак отличия «Юридическая служба Вооруженных Сил Российской Федерации» Министерства обороны РФ — 2005 г.
- Благодарность Президента Российской Федерации — 2011 г.
- Нагрудный знак «За взаимодействие» МИД РФ — 2017 г.
- Медаль «20-летие Конституционного Суда Российской Федерации» — 2011 г.
- Почетная грамота Конституционного Суда Российской Федерации — 2015 г.

## Наиболее значимые научные и учебно-методические работы недавнего времени
- Bakhtiyar Tuzmukhamedov. Legislative Regulation of Trans-Boundary Use of Armed Force: Russian Case Study (англ.) // Baltic Yearbook of International Law. — 2012. — Vol. 12.
- Международное право : Учебник / Отв. ред. д.ю.н., проф. С.А. Егоров. — М. : Статут, 2016. — 848 с. — (соавтор глав «Соотношение международного и внутригосударственного права» и «Право международной безопасности»). — ISBN 978-5-8354-1181-8.
- Словарь международного права / Отв. ред. д.ю.н., проф. С.А. Егоров. — 3-е изд., перераб. и доп. — М. : Статут, 2014. — 495 с. — (член редколлегии и автор 28 статей по проблемам международной безопасности, нераспространения и контроля над вооружениями). — ISBN 978-5-8354-1010-1.
- Международное право : Учебник / Отв. ред. к.ю.н проф. Б.Р. Тузмухамедов. — 4-е изд., перераб. — М. : Норма, 2014. — 576 с. — (ответственный редактор и соавтор). — ISBN 978-5-91768-469-7.
- Bakhtiyar Tuzmukhamedov. The Russian Constitutional Court in International Legal Dialogues (англ.) // Judges as Guardians of Constitutionalism and Human Rights  / Edited by Martin Scheinin, Helle Krunke and Marina Aksenova. — Cheltenham, UK and Northampton, USA: Edward Elgar Publishing, 2016. — ISBN 978 1 78536 585 0.
- Bakhtiyar Tuzmukhamedov. Legal Dimensions of Arms Control Agreements. An Introductory Overview (англ.) // Recueil des Cours, Collected Courses. — The Hague Academy of International Law, 2016. — Vol. 376.
- Bakhtiyar Tuzmukhamedov. Legal Reviews of New Weapons (англ.) // Weapons and the International Rule of Law. 39th Round Table on Current Issues of International Humanitarian Law (Sanremo, 8th-10th September 2016)  / ed. Baldwin de Vidts. — International Institute of Humanitarian Law, 2017.
- Bakhtiyar Tuzmukhamedov. Doing Away with Capital Punishment in Russia: International Law and Pursuit of Domestic Constitutional Goals (англ.) // Comparative International Law  / ed. Anthea Roberts, Paul Stephan e.a.. — Oxford University Press, 2018.
- Bakhtiyar Tuzmukhamedov. Paragraph 38.III: From the Commonwealth of Independent States to the Collective Security Treaty Organization; Chapter 45: Russian Forces in The Former USSR and Beyond (англ.) // The Handbook of the Law of Visiting Forces, Second Edition  / ed. Dieter Fleck. — Oxford University Press, 2018. — ISBN 978-0-1988-0-8404.
- Bakhtiyar Tuzmukhamedov. Building Respect for IHL: A Role for the Judiciary (англ.) // The Additional Protocols 40 Years Later: New Conflicts, New Actors, New Perspectives. 40th Round Table on Current Issues of International Humanitarian Law (Sanremo, 7th-9th September 2017)  / ed. Fausto Pocar. — International Institute of Humanitarian Law, 2018.
- Б. Тузмухамедов. Террор одиночек // Россия в глобальной политике : журн. — 2018. — № 6. — С. 63–72.
- Bakhtiyar Tuzmukhamedov. Russia and the International Criminal Court: from Uncertain Engagement to Positive Disengagement (англ.) // Collected papers of the “Nuremberg Forum 2018 – 20th Anniversary of the Rome Statute: Law, Justice and Politics”. — 2019. — Февраль.

## Публицистика и интервью недавнего времени
- Бахтияр Тузмухамедов. Смертная казнь: до и после развода. Гипотетический выход России из Совета Европы не влечет возврата к исключительной мере // Независимая газета. — 2019. — 13 мая.
- Бахтияр Тузмухамедов. С экс-президентом Судана хотят разобраться дома. Удастся ли международной юстиции заполучить Омара аль-Башира // Независимая газета. — 2019. — 14 апреля.
- Анна Пушкарская Спор Украины с Россией отложен на неопределенный срок. ЕСПЧ отменил слушания в Большой палате. Коммерсант 7 февраля 2019 г., стр. 2
- Екатерина Мареева, Анна Пушкарская, Елена Черненко. Международный уголовный суд перед США не ответчик. В Гааге не испугались угроз Джона Болтона // Коммерсант. — 2018. — 12 сентября.
- Бахтияр Тузмухамедов. С мерками XIX века – к смертоносным автономным системам. Как пытаются приспособить “оговорку Мартенса” к перспективным вооружениям // Независимая газета. — 2018. — 3 сентября.
- Бахтияр Тузмухамедов. Обострение абсурда. К чему ведут законодательные новшества Украины // Независимая газета. — 2018. — 20 марта.
- Владимир Скосырев. Трамп обещал Си Цзиньпину не свергать режим в Пхеньяне. Россию обвиняют в нелегальных поставках топлива в КНДР // Независимая газета. — 2017. — 13 сентября.
- Игорь Субботин. Россия поищет справедливости в американском суде. Дело о дипсобственности Путин хочет доверить юристам // Независимая газета. — 2017. — 5 сентября.
- Бахтияр Тузмухамедов. Кто же в ответе за урегулирование в Донбассе. Минские соглашения или договоренности: вопросы терминологии, и не только // Независимая газета. — 2017. — 30 мая.
- Бахтияр Тузмухамедов. Трибунал закрыт. Да здравствует Трибунал? МТБЮ не поддается однозначной оценке // Независимая газета. — 2017. — 25 декабря.
- Бахтияр Тузмухамедов. Иллюзия мира без военного атома. Насколько эффективен принятый Договор о запрещении ядерного оружия // Независимая газета. — 2017. — 11 июля.